# Okres Wieliczka
Okres Wieliczka (polsky Powiat wielicki) je okres v polském Malopolském vojvodství. Rozlohu má 411 km² a v roce 2024 zde žilo 144 555 obyvatel. Sídlem správy okresu je město Wieliczka.

## Gminy
Městsko-vesnické:
- Niepołomice
- Wieliczka

Vesnické:
- Biskupice
- Gdów
- Kłaj

## Města
- Niepołomice
- Wieliczka